# Dh (диграф)
Dh — диграф латинского алфавита, используемый в албанском алфавите, суахили и корнском. Обозначает звонкий зубной щелевой согласный звук [ð].
В системе транслитерации санскрита латиницей dh передаёт звук [dʱ] (как, например, в слове धर्म IAST: dhárma [ˈd̪ʱɐɽ.mɐ]). В английском языке диграф отсутствует, а диграф th может быть и глухим, и звонким.